# Ель Мехді Ель-Мубарік
Ель Мехді Ель-Мубарік (араб. المهدي مبارك, нар. 22 січня 2001) — марокканський футболіст, півзахисник еміратського «Аль-Айна».
Виступав за молодіжну збірну Марокко.

## Клубна кар'єра
Народився 22 січня 2001 року. Вихованець футбольної школи клубу ФЮС (Рабат). Дорослу футбольну кар'єру розпочав 2019 року в основній команді того ж клубу, в якій провів три сезони, взявши участь у 47 матчах чемпіонату. 
2022 року перейшов до еміратського «Аль-Айна». В сезоні 2023/24 повертався на батьківщину, де на правах оренди грав за «Раджу» (Касабланка).

## Виступи за збірні
Протягом 2018–2021 років залучався до складу молодіжної збірної Марокко. На молодіжному рівні зіграв у 7 офіційних матчах, забив 2 голи.
У складі олімпійської збірної Марокко — учасник футбольного турніру на Олімпійських іграх 2024 року в Парижі.

## Статистика виступів

### Статистика клубних виступів
Станом на 1 січня 2022
| Сезон             | Команда           | Чемпіонат         | Чемпіонат | Чемпіонат | Національний кубок | Національний кубок | Національний кубок | Континентальні кубки | Континентальні кубки | Континентальні кубки | Інші змагання | Інші змагання | Інші змагання | Усього | Усього | Усього |
| Сезон             | Команда           | Ліга              | Ігор      | Голів     | Ліга               | Ігор               | Голів              | Ліга                 | Ігор                 | Голів                | Ліга          | Ігор          | Голів         | Ігор   | Голів  |        |
| ----------------- | ----------------- | ----------------- | --------- | --------- | ------------------ | ------------------ | ------------------ | -------------------- | -------------------- | -------------------- | ------------- | ------------- | ------------- | ------ | ------ | ------ |
| 2019–20           | ФЮС (Рабат)       | Б1                | 4         | 0         | КМ                 | 0                  | 0                  |                      | -                    | -                    |               | -             | -             | 4      | 0      |        |
| 2020–21           | ФЮС (Рабат)       | Б1                | 21        | 1         | КМ                 | 1                  | 0                  |                      | -                    | -                    |               | -             | -             | 22     | 1      |        |
| 2021–22           | ФЮС (Рабат)       | Б1                | 8         | 0         | КМ                 | 0                  | 0                  |                      | -                    | -                    |               | -             | -             | 8      | 0      |        |
| Усього за кар'єру | Усього за кар'єру | Усього за кар'єру | 33        | 1         |                    | 1                  | 0                  |                      | -                    | -                    |               | -             | -             | 34     | 1      |        |